# Leucorrhinia borealis
Leucorrhinia borealis is een libellensoort uit de familie van de korenbouten (Libellulidae), onderorde echte libellen (Anisoptera).
De wetenschappelijke naam Leucorrhinia borealis is voor het eerst geldig gepubliceerd in 1890 door Hagen.